# Liste des hôtels particuliers de Montauban
Cet article recense les hôtels particuliers de Montauban, en France, à partir de l’inventaire réalisé par Sarah Gerber.
Sont retenus dans la liste ci-dessous les 66 hôtels qui ont un nom et une notice en ligne sur la base Mérimée.
| Nom                                                                  | Mérimée              |
| -------------------------------------------------------------------- | -------------------- |
| Hôtel Albrespy                                                       | Notice no IA82100253 |
| Hôtel Aliès de Cieurac (Mairie)                                      | Notice no IA82100264 |
| Hôtel Alphonse Bergis                                                | Notice no IA82100241 |
| Hôtel Arnac                                                          | Notice no IA82100208 |
| Hôtel d'Aussonne                                                     | Notice no IA82100254 |
| Hôtel de Balbi                                                       | Notice no IA82100257 |
| Hôtel de Bar (du portail retors)                                     | Notice no IA82100045 |
| Hôtel de Bellerive                                                   | Notice no IA82100225 |
| Hôtel Bergis-Garrisson                                               | Notice no IA82100200 |
| Hôtel Bergis-Lacaze                                                  | Notice no IA82100211 |
| Hôtel de Boissy 1/2                                                  | Notice no IA82100231 |
| Hôtel de Boissy 2/2                                                  | Notice no IA82100221 |
| Hôtel de Bonencontre                                                 | Notice no IA82100243 |
| Hôtel Bonnac                                                         | Notice no IA82100283 |
| Hôtel Bouët-Sarrail                                                  | Notice no IA82100201 |
| Hôtel Bourjade                                                       | Notice no IA82100228 |
| Hôtel de Capella                                                     | Notice no IA82100242 |
| Hôtel de Colomb                                                      | Notice no IA82100224 |
| Hôtel Constans                                                       | Notice no IA82100266 |
| Hôtel de la Cour des aides                                           | Notice no IA82100261 |
| Hôtel Cruzy-Marcillac                                                | Notice no IA82100262 |
| Hôtel Dagrand                                                        | Notice no IA82100212 |
| Hôtel Dariat                                                         | Notice no IA82100230 |
| Hôtel Debia                                                          | Notice no IA82100210 |
| Hôtel de Delmas-Grossin                                              | Notice no IA82100205 |
| Hôtel Deymié                                                         | Notice no IA82100213 |
| Hôtel Duval de Montmilan                                             | Notice no IA82100265 |
| Hôtel d'Elbreil 1/2                                                  | Notice no IA82100268 |
| Hôtel d'Elbreil 2/2                                                  | Notice no IA82100282 |
| Hôtel de l'ancien évêché (MIB)                                       | Notice no IA82100044 |
| Hôtel Fontanel                                                       | Notice no IA82100246 |
| Hôtel de Furbeyre 1/2                                                | Notice no IA82100223 |
| Hôtel de Furbeyre 2/2                                                | Notice no IA82100239 |
| Hôtel Galabert d'Aumont (Collège de Navarre et Académie protestante) | Notice no IA82100288 |
| Hôtel Gardelle                                                       | Notice no IA82100227 |
| Hôtel de Garrisson                                                   | Notice no IA82100066 |
| Hôtel de Gironde                                                     | Notice no IA82100216 |
| Hôtel de Granès                                                      | Notice no IA82100258 |
| Hôtel du Greffe                                                      | Notice no IA82100267 |
| Hôtel Gustave Garrisson (cloître des Augustins)                      | Notice no IA82100388 |
| Hôtel Henry de France                                                | Notice no IA82100251 |
| Hôtel des Intendants (Préfecture)                                    | Notice no IA82100390 |
| Hôtel Lacaze                                                         | Notice no IA82100203 |
| Hôtel Lefranc de Pompignan                                           | Notice no IA82100046 |
| Hôtel de Lesseps                                                     | Notice no IA82100259 |
| Hôtel de Maleville 1/2                                               | Notice no IA82100219 |
| Hôtel de Maleville 2/2                                               | Notice no IA82100218 |
| Hôtel de Malpel                                                      | Notice no IA82100207 |
| Hôtel Manhaviale                                                     | Notice no IA82100272 |
| Hôtel du Midi                                                        | Notice no IA82100252 |
| Hôtel Mila de Cabarieu                                               | Notice no IA82100269 |
| Hôtel Montet-Noganet                                                 | Notice no IA82100263 |
| Hôtel de Pechels                                                     | Notice no IA82100248 |
| Hôtel de Pelleport                                                   | Notice no IA82100206 |
| Hôtel de Polignac                                                    | Notice no IA82100234 |
| Hôtel Poux                                                           | Notice no IA82100250 |
| Hôtel de Pullignieu                                                  | Notice no IA82100260 |
| Hôtel Rous de Feneyrols                                              | Notice no IA82100255 |
| Hôtel Saint-Géniès                                                   | Notice no IA82100232 |
| Hôtel de Scorbiac                                                    | Notice no IA82100214 |
| Hôtel de Serres                                                      | Notice no IA82100240 |
| Hôtel Sirac                                                          | Notice no IA82100209 |
| Hôtel de Solinhac                                                    | Notice no IA82100204 |
| Hôtel Vialètes d'Aignan                                              | Notice no IA82100229 |
| Hôtel Vialètes de Mortarieu                                          | Notice no IA82100256 |
| Hôtel de Wallon                                                      | Notice no IA82100202 |